# Ljudmila Galkina
Ljudmila Ivanovna Galkina (in russo Людмила Ивановна Галкина?; Saratov, 20 gennaio 1972) è un'ex lunghista russa, fino al 1991 sovietica, campionessa mondiale ad Atene 1997.

## Palmarès
| Anno                                     | Manifestazione    | Sede       | Evento         | Risultato | Prestazione | Note                                    |
| ---------------------------------------- | ----------------- | ---------- | -------------- | --------- | ----------- | --------------------------------------- |
| In rappresentanza dell' Unione Sovietica |                   |            |                |           |             |                                         |
| 1990                                     | Mondiali juniores | Plovdiv    | Salto in lungo | 7ª        | 6,45 m      |                                         |
| In rappresentanza della Russia           |                   |            |                |           |             |                                         |
| 1993                                     | Mondiali          | Stoccarda  | Salto in lungo | 5ª        | 6,74 m      |                                         |
| 1995                                     | Mondiali indoor   | Barcellona | Salto in lungo | Oro       | 6,95 m      |                                         |
| 1995                                     | Mondiali          | Göteborg   | Salto in lungo | 17ª       | 6,49 m      |                                         |
| 1996                                     | Giochi olimpici   | Atlanta    | Salto in lungo | nm        | nm          |                                         |
| 1997                                     | Mondiali          | Atene      | Salto in lungo | Oro       | 7,05 m      | Miglior prestazione mondiale stagionale |
| 1998                                     | Europei           | Budapest   | Salto in lungo | Bronzo    | 7,06 m      |                                         |
| 1999                                     | Mondiali          | Siviglia   | Salto in lungo | 4ª        | 6,82 m      |                                         |
| 2000                                     | Giochi olimpici   | Sydney     | Salto in lungo | 8ª        | 6,56 m      |                                         |
| 2001                                     | Mondiali indoor   | Lisbona    | Salto in lungo | 6ª        | 6,71 m      |                                         |
| 2001                                     | Mondiali          | Edmonton   | Salto in lungo | 8ª        | 6,70 m      |                                         |
| 2002                                     | Europei indoor    | Vienna     | Salto in lungo | Bronzo    | 6,68 m      |                                         |
| 2003                                     | Mondiali          | Parigi     | Salto in lungo | 10ª       | 6,45 m      |                                         |

## Altre competizioni internazionali
1998
- Coppa Europa di atletica leggera ( San Pietroburgo)

1999
- Coppa Europa di atletica leggera ( Parigi)

2003
- Coppa Europa di atletica leggera ( Firenze)